# Refugio aeronaval Capitán Estivariz
El refugio aeronaval Capitán Estivariz es un refugio de Argentina en la Antártida ubicado en un pequeño islote entre la costa sudoeste de la isla Watkins y la isla Belding, en el grupo de las islas Biscoe. Inaugurado el 29 de febrero de 1956, está administrado por la Armada Argentina. Su nombre homenajea al capitán de corbeta Eduardo Aníbal Estivariz que participó en el golpe de Estado llevado a cabo en septiembre de 1955 y falleció en un accidente aéreo.
El rompehielos ARA General San Martín participó de su construcción durante la campaña antártica de 1955-1956. Luego de ello, se llevó a cabo un relevamiento aerofotográfico de toda la costa occidental de la península Antártica al sur de los 65º de latitud.
A principios de la década de 1960 el refugio consistía de una construcción de madera que fue ocupada en los veranos de 1955-1956 y 1956-1957, con provisiones para tres personas durante tres meses.